# Cordillera Occidental (Bolivien und Chile)

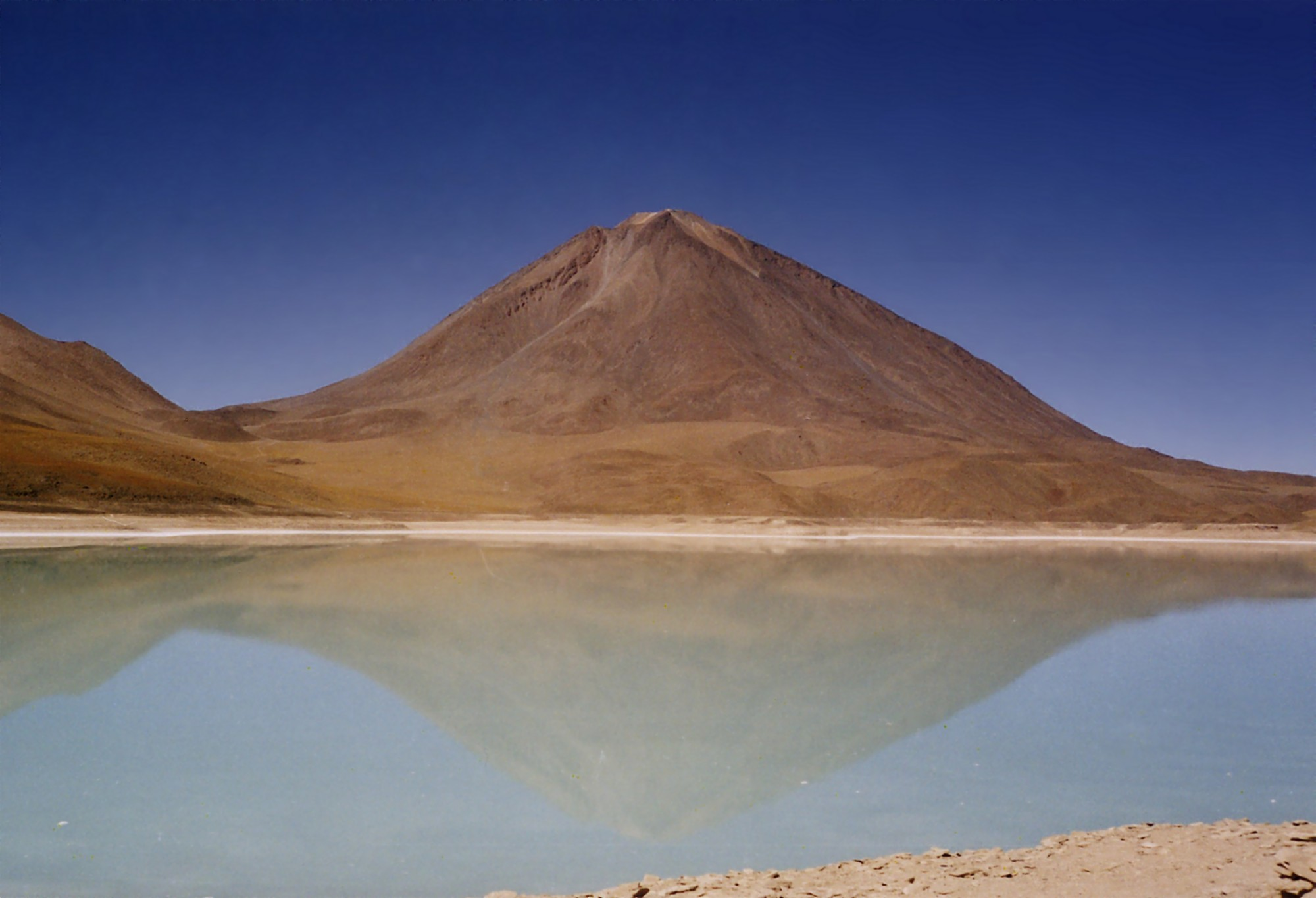
Licancabur und Laguna Verde

Die Cordillera Occidental in Bolivien und Chile ist ein Teilabschnitt der südamerikanischen Anden-Gebirgskette. Sie begrenzt das Hochbecken des Altiplano nach Westen.

## Struktur
Die Cordillera Occidental – Teil der Westkordillere der gesamten Anden – ist im Grenzbereich von Bolivien und Chile durch vulkanische Aktivität gekennzeichnet und reicht von Jucuri im Norden bis zum Licancabur-Vulkan im Süden Boliviens und darüber hinaus in Nord-Chile bis zum Ojos del Salado über insgesamt rund 1000 km. Nach Westen zum Pazifik – im großflächigsten, aber etwas niedrigerem Teil – finden sich einige Faltungsketten.
Das Klima der Region ist ein kaltes Hochgebirgsklima und wenig geeignet für Flora und Fauna. Aufgrund der geologischen Entstehungsgeschichte der Gebirgskette ist der Untergrund reich an Metallen wie Gold, Silber, Kupfer und anderen Bodenschätzen.

## Gliederung (Bolivien)
Der 500 Kilometer lange bolivianische Abschnitt der Cordillera Occidental wird in drei Abschnitte gegliedert und weist eine Reihe von Fünf- und Sechstausendern auf:

### Nordteil (La Septentrional)
- Acotango (6032 m)
- Parinacota (6348 m)
- Pomerape (6222 m)
- Sajama (6542 m)

### Zentraler Teil (La Centralauf dem Altiplano)
- Tunupa (5432 m)

### Meridianer Teil (La Meridional)
- Ollagüe (5870 m)
- Tapaquillcha (5758 m)
- Inacaliri (5626 m)
- Ascotán de Ramaditas (5505 m)
- Licancabur (5920 m)

| Acotango |

| Parinacota |

| Pomerape |

| Sajama |

| Tunupa |

| Ollagüe |

| Tapaquillcha |

| Ascotán de Ramaditas |

| Licancabur |

| ARGENTINIEN |

| PARAGUAY |

| BRASILIEN |

| PERU |

| CHILE |

| PAZIFIK |